# Lichenostomus
Lichenostomus és un dels gèneres d'ocells de la família dels melifàgids (Meliphagidae), que forma part de l'ordre dels passeriformes. La major part d'aquests menjamels habiten en Austràlia, i uns quants a Nova Guinea.
El gènere antigament contenia vint espècies, però es va dividir després que una anàlisi filogenètica molecular publicada el 2011 mostrés que el gènere era polifilètic. Els antics membres van ser traslladats als sis nous gèneres: Nesoptilotis, Bolemoreus, Caligavis, Stomiopera, Gavicalis i Ptilotula.
D'acord amb la classificació del Congrés Ornitològic Internacional (versió 10.2, 2020) aquest gènere està format per dues espècies:
- Lichenostomus cratitius - menjamel de boqueres.
- Lichenostomus melanops - menjamel crestagroc.

El nom de Lichenostomus va ser introduït per l'ornitòleg alemany Jean Cabanis el 1851. La paraula deriva del grec leikhēn que significa liquen o callós i estoma que significa boca.